# Astyanax goyanensis
Astyanax goyanensis är en fiskart som först beskrevs av Miranda Ribeiro, 1944.  Astyanax goyanensis ingår i släktet Astyanax och familjen Characidae. Inga underarter finns listade.